# Association du Barreau canadien
L'Association du Barreau canadien est une association de Barreau volontaire canadienne qui compte 37 000 membres, dont des avocats, juges, notaires, professeurs de droit et étudiants de droit. Fondée à Montréal en 1896, elle existe sous sa forme actuelle depuis 1914 et elle a été incorporée en 1921. 
Le bureau national de l'association du Barreau canadien est situé à Ottawa. Disposant d'un effectif de 80 personnes, le bureau national assure le suivi législatif et la liaison (60 à 70 soumissions sont présentées chaque année au niveau fédéral), l'adhésion, la formation juridique continue, la traduction, la coordination des réunions, la comptabilité, le traitement des données, les communications, l'impression et les services professionnels. Le site web et les banques de données de l'Association sont administrés par le bureau national.
L'association du Barreau canadien est également affiliée à plusieurs associations internationales, dont la Commonwealth Lawyers Association, l'Association internationale du barreau, l'Inter-American Bar Association et la Commission internationale des juristes. L'association maintient également une liaison étroite avec l'American Bar Association. L'adhésion à ces groupes fournit à l'association des informations sur les développements récents à grande échelle de la profession juridique .

## Membres renommés
Cette liste n'est pas exhaustive.
- Jean Bazin, avocat et sénateur
- Robert Laird Borden, premier ministre du Canada
- Paul-André Crépeau, professeur de droit
- Robert Demers, avocat, administrateur et financier
- Louis-Philippe de Grandpré, juge de la Cour suprême du Canada
- L. Yves Fortier, avocat, homme d'affaires et diplomate
- Paule Gauthier, avocate et administratrice
- Peter Hogg, professeur de droit
- Réjane Laberge-Colas, juge
- Gérard La Forest, juge de la Cour suprême du Canada
- Andrée Lajoie, juriste et professeure de droit
- Marc Lalonde, avocat et homme politique
- Kelly Lamrock, avocat et homme politique
- Claire L'Heureux-Dubé, juge de la Cour suprême du Canada
- Armand Maltais, avocat, député et ministre
- David Matas, avocat international
- Yens Pedersen, avocat et homme politique
- Joseph-Émery Robidoux, homme politique et juge
- Raymond Setlakwe, avocat, entrepreneur et homme politique
- Louis St-Laurent, avocat et premier ministre du Canada
- Gordon F. Henderson, avocat et homme d'affaires